# Dunbaria parvifolia
Dunbaria parvifolia är en ärtväxtart som beskrevs av Xiu Xiang Chen. Dunbaria parvifolia ingår i släktet Dunbaria och familjen ärtväxter. Inga underarter finns listade i Catalogue of Life.